# Visual Effects Society
La Sociedad de Efectos Visuales (VES) es una organización de la industria del entretenimiento que representa a los profesionales de los efectos visuales, incluidos artistas, animadores, tecnólogos, fabricantes de modelos, educadores, líderes de estudio, supervisores, especialistas en relaciones públicas/mercadeo y productores de cine, televisión, comerciales, videos musicales y videojuegos. Tiene alrededor de 4.000 miembros en 42 países. Desde 2002 produce los Premios de la Sociedad de Efectos Visuales que premian el mejor trabajo del año anterior en varias categorías.

## Películas más influyentes de todos los tiempos según VES
En 2007, la Sociedad de Efectos Visuales dio a conocer su lista de las 50 películas más influyentes en efectos visuales. Las películas fueron:
- 1. Star Wars (1977)
- 2. Blade Runner (1982)
- 3. 2001: A Space Odyssey (1968)
- (empate) The Matrix (1999)
- 5. Parque Jurásico (1993)
- 6. Tron (1982)
- 7. King Kong (1933)
- 8. Close Encounters of the Third Kind (1977)
- 9. Alien: el octavo pasajero (1979)
- 10. The Abyss (1989)
- 11. Star Wars: Episodio V - El Imperio contraataca (1980)
- 12. Metropolis (1927)
- 13. Viaje a la Luna (1902)
- 14. Terminator 2: el juicio final (1991)
- 15. El mago de Oz (1939)
- 16. ¿Quién engañó a Roger Rabbit? (1988)
- 17. Raiders of the Lost Ark (1981)
- 18. Titanic (1997)
- 19. El Señor de los Anillos: la Comunidad del Anillo (2001)
- 20. Jasón y los argonautas (1963)
- (empate) E.T., el extraterrestre (1982)
- 22. Toy Story (1995)
- 23. Pirates of the Caribbean: Dead Man's Chest (2006)
- 24. Los diez mandamientos (1956)
- 25. La guerra de los mundos (1953)
- (empate) Forrest Gump (1994)
- (empate) Citizen Kane (1941)
- (empate) Simbad y la princesa (1958)
- (empate) Veinte mil leguas de viaje submarino (1954)
- 30. The Terminator (1984)
- 31. Aliens (1986)
- 32. Mary Poppins (1964)
- 33. El Señor de los Anillos: el retorno del Rey (2003)
- 34. Planeta prohibido (1956)
- 35. Babe (1995)
- 36. The Day the Earth Stood Still (1951)
- (empate) El Señor de los Anillos: las dos torres (2002)
- 38. King Kong (2005)
- 39. El planeta de los simios (1968)
- 40. Fantastic Voyage (1966)
- 41. Tiburón (1975)
- 42. Los cazafantasmas (1984)
- 43. Sin City (2005)
- 44. Superman: la película (1978)
- 45. Snow White and the Seven Dwarfs (1937)
- 46. El mundo perdido (1925)
- (empate) Star Wars: Episode VI - Return of the Jedi (1983)
- 48. Más allá de los sueños (1998)
- 49. Un hombre lobo americano en Londres (1981)
- 50. Darby O'Gill and the Little People (1958)
- (empate) El quinto elemento (1997)

En 2017, un adicional 21 películas estuvieron añadidas a la lista:
- 300 (2007)
- Apolo 13 (1995)
- Avatar (2009)
- Back to the Future (1985)
- El curioso caso de Benjamin Button (2008)
- District 9 (2009)
- Ex Machina (2015)
- Gertie the Dinosaur (1914)
- Godzilla (1954)
- Gravity (2013)
- Inception (2010)
- Independence Day (1996)
- Life of Pi (2012)
- Mad Max: Fury Road (2015)
- La Máscara (1994)
- Rise of the Planet of the Apes (2011)
- Starship Troopers (1997)
- The Thing (1982)
- Total Recall (1990)
- Transformers (2007)
- Young Sherlock Holmes (1985)